# Дамяново
Дамя̀ново е село в Северна България, община Севлиево, област Габрово.

## География
Село Дамяново се намира на около 14 km запад-югозападно от град Севлиево, 35 km запад-северозападно от центъра на град Габрово и 23 km югоизточно от град Ловеч. Разположено е в Предбалкана, в южното подножие на Микренските височини. Над селото се издига връх Кръста (висок 802 m). На около 3 km южно тече река Видима. Климатът е умереноконтинентален, почвите в землището са предимно светлосиви горски.
Покрай селото има микроязовири и помпена станция. Районът е екологично чист и природно съхранен.
Общински път, минаващ през Дамяново, води на изток през село Хирево към връзка с третокласния републикански път III-404 (Севлиево – Дебнево) и на запад – към връзка с третокласния републикански път III-3505. Отклонение от общинския път в източния край на селото, водещо в посока на юг към село Градница, прави връзка също с път III-404.

## История
В землището на селото са открити каменни сечива от неолита, тракийски надгробни могили, надгробни плочи от римската епоха, стари крепостни стени (в местността „Лалевица"). Предполага се, че на това място е съществувало селище още от римската епоха. Под името Дамяново е известно във Втората българска държава (1186 – 1396). Турският пътешественик Евлия Челеби го споменава в 1624 г. под същото име (Дамянова – може би махала)
При избухването на Балканската война в 1912 година един човек от Дамяново е доброволец в Македоно-одринското опълчение.

### Църква
Църквата „Свети Димитър“ е построена през 1886 г. Материалът е доставен от местното население, като част от него са дали жителите на село Бериево. Паричните средства са дарения от жители на село Дамяново и съседните села. След пълното ѝ довършване, църквата е осветена в началото на декември 1887 г. от епископ Партений.

### Училище
Народното начално училище „Кирил и Методий“ в село Дамяново е открито през учебната 1878 – 1879 г. с една паралелка – I отделение. През следващите години постепенно се откриват II, III и IV отделения, но слети все в една паралелка до 1894 – 1895 учебна година, когато са назначени двама учители и в две паралелки слято се обучавани I и IV отделения и II и III отделения. Отначало обучението се води в частни стаи, които общината наема всяка година. Учениците са от различна възраст и основно посещават училището само през зимния сезон. През учебната 1904 – 1905 г. е назначен трети учител, а през 1906 – 1907 учебна година – четвърти. Училището се оформя с разделни паралелки (I-IV отделение), доста многолюдни. През 1888 г. е направена специална училищна постройка с три големи класни стаи, а през 1921 г. са пристроени още четири големи класни стаи. През учебната 1921 – 1922 г. с откриването на I прогимназиален клас с една паралелка се дава началото на Народната смесена прогимназия „Кирил и Методий“ в село Дамяново. През следващата 1922 – 1923 учебна година е открит и II клас, а едва през учебната 1927 – 1928 г. се открива III клас. Поради недостатъчно учебни стаи в постройката на началното училище, прогимназията се помещава в частни стаи до завършването през 1927 г. на строежа на новата училищна сграда, която започва да се ползва от учебната 1927 – 1928 г. През 1929 г. със сливането на началното училище и прогимназията се създава Народно основно училище „Кирил и Методий“. През втората половина на XX век броят на учениците постоянно намалява. След две промени на наименованието, от 1 юли 2000 г. училището е преобразувано в Начално училище „Св. Св. Кирил и Методий“ – село Дамяново. Със Заповед РД-14-78 от 3 юни 2004 г. на министъра на образованието и науката, Начално училище „Св. Св. Кирил и Методий“ – с. Дамяново се закрива.

### Читалище
Читалището в село Дамяново е основано през 1898 г. по инициатива на Георги Иванов Минков от Севлиево – учител в селото. Функционира без устав, а след като Минков напуска селото през 1900 г., читалището заглъхва. Възобновено е през октомври 1910 г., а уставът му е утвърден от Министерството на народната просвета през август 1912 г. По време на войните 1912 – 1918 г. читалището отново преустановява дейността си. Свързаните с Деветоюнския преврат и Септемврийското въстание събития през следващите години, с кулминация през 1923 г., не благоприятстват възраждането на читалищната дейност и тя е възстановена едва през 1926 г. Читалищната библиотека се разполага до 1927 г. в училището и различни частни помещения, след 1927 г. до 1959 г. се помещава на долния етаж на училището, който е собственост на читалището, а от 1959 г. – в построения през 1958 г. читалищен дом. При читалището, освен театралния състав, се изграждат битова трупа, възкресяваща редица стари обичаи, битов хор и танцов състав, които успешно се представят в провежданите прегледи на художествената самодейност. Разширява се културно-масовата работа на читалищната библиотека, като през периода 1962 – 1968 г. се провеждат много обсъждания на книги, читателски конференции, тематични вечери и чествания. При читалището се изгражда народен университет (вероятно по аналогия с Народния университет „Велико Търново“ (1929 – 1940 г.)), който развива дейност през периода 1964 – 1969 г.

### Потребителна кооперация
Кооперацията в село Дамяново е учредена през декември 1920 г. като Земеделско спестовно-заемно дружество с 35 члена, но години наред не функционира. На 2 май 1929 г. дружеството е основано отново с цел да кредитира членовете си за стопанските им нужди, но реална дейност извършва от 1934 г. – вече като Кредитна кооперация „Самопомощ“, когато членовете достигат 79 души. От началото на 1934 г. до 5 март 1935 г. към кооперацията съществува само кредитна служба, а след посочената дата се отваря и потребителски магазин. През юни 1937 г. е приет Правилник за вътрешния ред на потребителния магазин. В борбата срещу конкуренцията на търговците през първите години кооперацията е принудена да раздава процентно възнаграждение на онези, които купуват стоки от кооперативния магазин и налага санкции на онези свои членове, които не го правят. Към 1938 г. кооперацията постепенно обхваща стопанския живот на селото: прави колективни застраховки на посевите на членовете си срещу градушка, поема събирането на яйцата, млекопреработването и други стопански дейности. За 10 години кооперацията обхваща цялостния стопански живот в селото и от 1947 г. се преименува на Всестранна кооперация „Самопомощ“, като обединява и другите кооперативни сдружения в селото: Земеделски производителен отдел към кооперацията (впоследствие ТКЗС); Говедовъдното дружество „Победан“ – скотовъдно-развъден отдел към кооперацията и Трудово-производителната керамична кооперация „Подем“. От 1952 г. престава да функционира кредитната ѝ служба, кооперацията се преименува на Селкооп „Самопомощ“ с дейност: задоволяване населението със стоки; изкупуване на селскостопанската продукция; разкриване на промишлени предприятия – млекопреработване, изваряване на ракии, ярмомелка, гатер-банциг и други. От февруари 1958 г. кооперацията се преименува на Потребителна кооперация „Самопомощ“ – село Дамяново със същата дейност. През 1961 г. е завършена административната сграда на кооперацията, през 1964 г. е построена кухня към административната сграда. Направено е преустройство на складовете и е построена хлебопекарна. Кооперацията има колониален и текстилен магазин, добре обзаведени гостилница и сладкарница. От 28 февруари 1980 г. по решение на Окръжения народен съвет – Габрово и Изпълнителния комитет на Окръжния кооперативен съюз – Севлиево са ликвидирани потребителните кооперации и са създадени селищни кооперативни съвети към Районната потребителна кооперация – село Градница.

### Говедовъдно дружество „Победан“
Заедно с кооперацията, в селото се развива и Говедовъдното дружество „Победан“. Дружеството е основано през юли 1925 г. с основна цел да подпомага развъждането на местния добитък – говедата в границите на своя район, и да се грижи за неговото подобряване. Развъдното му направление е насочено към развъждане на местното искърско говедо, а развъдната цел е отглеждане на говедо с много добра работоспособност, пригодно за угояване, задоволителна млечност и масленост. През септември 1931 г. се създава Съюзът на говедовъдните дружества в България, в който дружеството членува до разпадането на съюза след 1944 г. През ноември 1936 г. дружеството се преустройва – от културно-просветно в кооперативно и така съществува до 23 март 1947 г., когато преминава като развъден отдел към кооперация „Самопомощ“ в селото. Дружеството постига поставената начална цел. С въвеждането на родословните книги, контрола на млечната продукция, правилния подбор, хранене и гледане и други средства дружеството успява да създаде тип местно искърско говедо с висока млечна продукция.

### ТКЗС
През ноември 1948 г. при всестранната кооперация „Самопомощ“ в село Дамяново се основава Трудово-земеделски производителен отдел със самостоятелен баланс за самостоятелно стопанисване за своя сметка и за своя отговорност. През октомври 1950 г. общото събрание на членовете на отдела приема примерния устав на ТКЗС и от тази дата отделът се обособява в отделна юридическа личност като самостоятелно стопанство под името Трудово кооперативно земеделско стопанство – село Дамяново. През декември 1950 г. Общото събрание на членовете на стопанството решава то да носи името „Победа“. Във връзка с решението на БКП и правителството за обединяването на малките стопанства в по-големи и с оглед на използване по-добре на механизацията за увеличаване и подобряване на земеделското производство и осигуряване на по-голяма рентабилност, на 1 януари 1959 г. ТКЗС в селата Дамяново, Бериево, Сенник, Душево, Хирево, Градница, Млечево и Столът се обединяват в едно стопанство и тези осем стопанства образуват Обединено трудово-кооперативно земеделско стопанство (ОТКЗС) „Владимир Илич Ленин“ – село Сенник. Това ОТКЗС съществува до 28 февруари 1959 г., когато се разделя на отделни стопанства, едно от които е ОТКЗС – село Дамяново с териториите на бившите ТКЗС в селата Дамяново и Бериево. Дейността на стопанството, която фактически е започнала от 1 януари 1949 г., е била: растениевъдство – полевъдство и ливадарство, зеленчукопроизводство, овощарство, лозарство и други; животновъдство – говедовъдство, свиневъдство, овцевъдство, птицевъдство, пчеларство и други, които отрасли първоначално са били по-слабо застъпени, а впоследствие планомерно всяка година са разширявани. Освен тези основни дейности, стопанството се занимава и с допълнителна странична дейност, като според нуждите си е разкривало следните спомагателни странични предприятия: коларо-железарска работилница, дърводелска работилница, варджийница, тухларница, мандра, сарашка работилница, подковашка работилница, тенекеджийска работилница, ковашка работилница, бъчварска работилница, шивашки отдел и други. До 31 декември 1977 г. стопанството носи наименование Трудово кооперативно земеделско стопанство – село Дамяново. То е член на Аграрно-промишления комплекс (АПК) село Градница. По-нататък стопанството неколкократно променя организацията и наименованието си. Отново като ТКЗС – Дамяново, стопанството е прекратено и обявено в ликвидация с решение на Габровския окръжен съд от 12 август 1992 г. и е определен ликвидационен съвет. През 1995 г. по разпоредби в ЗСПЗЗ дейността на ликвидационните съвети е прекратена и стопанството е заличено в регистъра на окръжния съд.

## Население
Населението на село Дамяново наброява 2005 души при преброяването към 1934 г., намалява до 921 към 1985 г. и до 369 (по текущата демографска статистика за населението) – към 2019 г.
При преброяването на населението към 1 февруари 2011 г., от обща численост 434 лица, за 342 лица е посочена принадлежност към „българска“ етническа група, за 52 – към „турска“, за 29 – към ромска, за 9 – не се самоопределят и за 2 не е даден отговор.

## Икономика
Развито екологично животновъдство и фермата за елитни животни на „Тандем“.
Отглеждат се череши, сливи и арония. Обработваемите площи са засети с пшеница, слънчоглед и царевица. Добивите не са високи поради слабите планински почви.

## Обществени институции
Село Дамяново към 2020 г. е център на кметство Дамяново.
В селото към 2020 г. има:
- действащо читалище „Алеко Константинов – 1898“;[25][26]
- православна църква „Свети Димитър“;[27][28]
- пощенска станция.[29]

## Културни и природни забележителности
- Музей към читалището с изложени старинни носии и предмети от бита от XVII-XIX век. Към читалището има библиотека. На площада е издигната чешма с изворна вода от планината. Дамяново има духова музика. Танцов и певчески състав. Празнува се празника на селото и редовно се кани да свири на площада прочутия Севлиевски духов оркестър. В къщите на Дамяново още могат да се намерят старинни битови предмети и инструменти. Повечето от къщите са покрити с каменни плочи, типично за старото строителство в Балкана.

- От Дамяново се открива на юг широка панорама на средна Стара планина с върховете Бузлуджа, Шипка, Триглав, Ботев, Амбарица, местността Беклемето по билото ѝ.

## Редовни събития
Празнува се празник на селото с духова музика на площада.

## Кухня
- Рязани зелени чушки на фурна с тиквички, сирене и много яйца.
- Задушен заек по Дамяновски – Заекът се запържва до златисто (може и на парчета). Поставя се в доста голям пръстен съд. Добавят се лук-балучки, лук глави разрязани на четири, целина глава и стръкове, моркови, тиквичка, доматен сок, чушка, чесън, дивисил стръкове, кисели краставички, черен пипер, червен пипер, кориандър, канела, олио, краве масло, бяло вино, вода, сол на вкус, може и люто. Отгоре се покрива с едри картофи разрязани на две. Поставя се плътен капак и хайде на слаб огън от вечерта, като се изважда от фурната и сервира за обяд на другия ден.
- Печено телешко по селски. Много голямо парче месо – 2 – 3 кг. Месото се „запечатва“ на много силен открит огън за кратко. Пече се на ниска температура (60 – 70 градуса максимум) в продължение на 8 – 10 часа. Не се ползват подправки освен сол.
- Лютика – Запържват се 3 – 4 глави лук, след това се добавят 10 – 12 ситно нарязани чушки и също хубаво се запържват, 5 – 6 ситно нарязани червени домата. След като изври водата от домата се добавя сол на вкус, 1 ч.л. захар, 1 ч.ч. прясно мляко с 1 с.л. брашно, магданоз. Яденето е по-вкусно студено.